# Немчінов Іван Миколайович

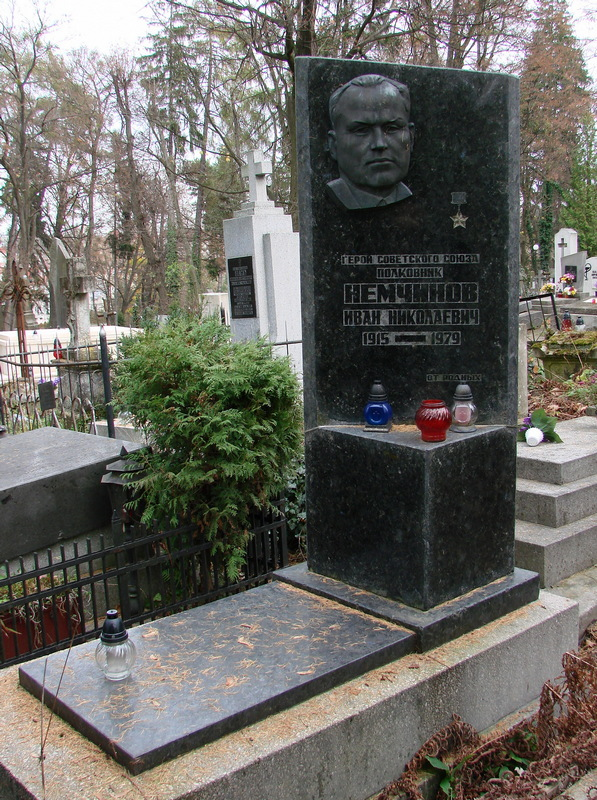

Немчінов Іван Миколайович (24 червня 1915—28 жовтня 1979) — учасник Другої світової війни. Герой Радянського Союзу.

## Біографія
Народився 24 червня 1915 року у місті Сатка, Челябінської області. Росіянин.
Після завершення навчання у семирічній школі вчився у Фабрично-заводському училищі (ФЗУ) при Саткінському металургійному заводі. З 1932 року працював секретарем комсомольської організації Саткінського ліспромгозу, потім слюсарем-інструментальником на заводі «Магнезит».
У 1937  році призваний на строкову службу в Червону армію. Закінчив полкову школу молодших командирів. У війську пройшов шлях від от рядового червоноармійця до командира гвардійського артилерійського полку.
Початок німецько-радянської війни зустрів у діючій армії 28 червня 1941 року командиром артилерійського взводу 46-ї стрілецької дивізії (16А, Західний фронт). У боях під Смоленськом зазнав поранення.
Після одужання старший лейтенант Немчінов обороняв Північний Кавказ, воював на Курській дузі, форсував Дніпро, брав участь у ліквідації Корсунь-шевченківського угрупування німців, у Яссько-Кишинівській операції. 899-й артилерійський полк 337-й Лубнянської стрілецької дивізії під командуванням підполковника Немчінова штурмував Будапешт. Член ВКП(б) з 1943 року.
Після завершення Другої світової війни продовжував службу в Радянській армії. У 1946 році закінчив Вищу офіцерську артилерійську школу. У 1957 році за хрущовським скороченням Збройних Сил гвардії полковник Іван Миколайович Немчінов був звільнений з лав Радянської Армії. До отримання права на повну військову пенсію за 20 років служби в Радянській армії не дослужив декілька місяців.
На пенсії займався філателією, садівництвом, рибалив.
Помер 28 жовтня 1979 року. Похований у Львові на полі № 9 Личаківського цвинтаря.

## Родина
- Друга дружина — Немчінова Ольга Григорівна (1924–2005), у 1932—1933 роках пережила Голодомор, у 1942—1945 роках була на примусових роботах у Німецькому рейху.
- Сини — Немчінов Микола Іванович (1949–1989), Немчінов Віктор Іванович (1950) — відомий український садівник, засновник розсадника «Золотий сад» у с. Коропуж, Городоцького району Львівської області.
- Доньки від першого шлюбу: Федорова (Немчінова) Лілія Іванівна (1935), Биковська (Немчінова) Неля Іванівна (1937-2018).
- Онуки: Немчінов Максим Вікторович (1976), Немчінов Олег Миколайович (1977) Міністр Кабінету Міністрів України в уряді Дениса Шмигаля, український громадський діяч, депутат (2006—2010) Львівської обласної ради V скликання, державний секретар Міністерства молоді та спорту України (2017—2019).
- Онука: Немчінова (Memi) Антоніна Вікторівна (1979).
- Правнуки: Алісія Мемі (2007), Вікторія Немчінова (2009), Джордан Мемі (2012), Андрій Немчінов (2018).